# Eupentacta exigua
Eupentacta exigua is een zeekomkommer uit de familie Sclerodactylidae.
De wetenschappelijke naam van de soort werd in 1875 gepubliceerd door Hubert Ludwig.